# Рамарача
Рамарача (тай. รามราชาธิราช); 1356— після 1409) — 5-й володар Аюттхаї у 1395—1409 роках. Ім'я перекладається як «Рама Господь». Відомий також як Рамрачатірат (тай. รามราชาธิราช — «Рама Верховний Господь правителів»).

## Життєпис
Походив з династії Утхонг. Син володаря Рамесуана. При народженні близько 1356 року отримав ім'я Рам, аналог індійського «Рама». 1388 року, коли батько вдруге посів трон оголошений спадкоємцем. 1395 року набув влади після смерті Рамесуана.
Споочатку призначив Інтарачу (представника поваленої батьком династії Сурханнапхум) правити князівством Супханбурі, що дозволило тому в подальшому накопичити владу. 1397 року Рамарача відправив посольство до імперії Мін, що стало першим офіційним посольством держави Аюттхая. Це було зроблено, оскільки мініський уряд вже встановив контакти з Інтарачею. Рамарача побоювався змови останнього з китайцями.
Стела «Напис 38», встановлена близько 1398 року, містить кримінальний закон, який Аюттхая наклав на Сукхотай, вказуючи на васальний статус Сукхотая. Цей напис є єдиним відомим законодавчим текстом, викарбваним на камені, що походить з будь-якої з держав Південно-Східної Азії, і залишається документом, який має особливе значення для вивчення правової історії регіону. Проте до 1402 року Рамарача втратив вплив над Сукхотай.
1409 року Інтарача за підтримки впливового першого міністра (за іншою версією полководця) Чао Сенабоді повстав проти Рамарачі. У документах бангкокської ери Чао Сенабоді згадується як канцлер у військових справах — чао пхрая махасенабоді (тай. เจ้าพระยามหาเสนาบดี), незважаючи на те, що такого титулу тоді ще не існувало, але це можливий був аналог)
Чао Сенабоді втік до Патха Кху Чам, де переконав Інтарачу рушити на Аюттхаю і захопити трон. Рамарача зазнав поразки, був повалений і засланий до Патха Кху Чама, де залишався до кінця життя, проте дата його смерті невідома. «Хроніка малих війн» стверджує, що Рамарачу заслали, тому що Інтарача не хотів убивати свого родича, «Хроніка Магадхі» та «Хроніка буддійських рад» стверджують, що Інтарача стратив поваленого правителя.. [21]